# قلبي استلقى عاريا (رواية)
قلبي استلقى عاريا (بالإنجليزية: My Heart Laid Bare)‏ هي رواية للكاتبة الأمريكية جويس كارول أوتس، نشرت عام 1998، عن دار نشر داتون.